# Комарани (Вранов на Топлој)
Комарани (слч. Komárany) насељено је мјесто са административним статусом сеоске општине (слч. obec) у округу Вранов на Топлој, у Прешовском крају, Словачка Република.

## Становништво
| Година:    | 1994. | 2004.   | 2014.   | 2024.   |
| ---------- | ----- | ------- | ------- | ------- |
| Број људи: | 491   | 496     | 484     | 510     |
| Разлика:   |       | +1,01 % | -2,41 % | +5,37 % |

| Година:    | 2023. | 2024.   |
| ---------- | ----- | ------- |
| Број људи: | 506   | 510     |
| Разлика:   |       | +0,79 % |

Према подацима о броју становника из 2024. године насеље је имало 510 становника.